# Ajugoides
Ajugoides  é um gênero botânico da família Lamiaceae.

## Espécies
Apresenta uma única espécie:
- Ajugoides humilis

## Nome e referências
Ajugoides Makino